# Чемпіонат СРСР з хокею із шайбою 1985—1986
40-й чемпіонат СРСР з хокею із шайбою проходив з 20 вересня 1985 року по 14 березня 1986 року. У змаганні брали участь дванадцять команд. Переможцем став клуб ЦСКА. Найкращий бомбардир — Сергій Макаров (62 очка).

## Вища ліга

### Перший етап
| М  | Команда                | І  | В  | Н | П  | Ш      | О  |
| -- | ---------------------- | -- | -- | - | -- | ------ | -- |
| 1  | ЦСКА                   | 22 | 18 | 3 | 1  | 112-44 | 39 |
| 2  | «Динамо» Москва        | 22 | 13 | 6 | 3  | 95-58  | 32 |
| 3  | «Спартак» Москва       | 22 | 12 | 4 | 6  | 76-57  | 28 |
| 4  | «Динамо» (Рига)        | 22 | 10 | 4 | 8  | 79-72  | 24 |
| 5  | Сокіл (Київ)           | 22 | 8  | 6 | 8  | 99-87  | 22 |
| 6  | СКА (Ленінград)        | 22 | 7  | 6 | 9  | 73-77  | 20 |
| 7  | «Хімік» (Воскресенськ) | 22 | 7  | 5 | 10 | 66-82  | 19 |
| 8  | «Трактор» (Челябінськ) | 22 | 6  | 7 | 9  | 44-53  | 19 |
| 9  | «Крила Рад» (Москва)   | 22 | 7  | 4 | 11 | 64-74  | 18 |
| 10 | «Торпедо» (Горький)    | 22 | 6  | 4 | 12 | 55-85  | 16 |
| 11 | «Салават Юлаєв» Уфа    | 22 | 5  | 4 | 13 | 56-87  | 14 |
| 12 | «Іжсталь» (Устинов)    | 22 | 6  | 1 | 15 | 63-106 | 13 |

### Другий етап
| М  | Команда                | І  | В  | Н  | П  | Ш       | О  |
| -- | ---------------------- | -- | -- | -- | -- | ------- | -- |
|    | ЦСКА                   | 40 | 32 | 5  | 3  | 219-79  | 69 |
|    | «Динамо» Москва        | 40 | 23 | 9  | 8  | 156-114 | 55 |
|    | «Спартак» Москва       | 40 | 20 | 9  | 11 | 146-119 | 49 |
| 4  | Сокіл (Київ)           | 40 | 18 | 9  | 13 | 172-140 | 45 |
| 5  | «Динамо» (Рига)        | 40 | 19 | 6  | 15 | 139-129 | 44 |
| 6  | СКА (Ленінград)        | 40 | 14 | 10 | 16 | 146-162 | 38 |
| 7  | «Крила Рад» (Москва)   | 40 | 15 | 8  | 17 | 123-131 | 38 |
| 8  | «Хімік» (Воскресенськ) | 40 | 12 | 7  | 21 | 126-167 | 31 |
| 9  | «Трактор» (Челябінськ) | 40 | 8  | 12 | 20 | 87-121  | 28 |
| 10 | «Торпедо» (Горький)    | 40 | 8  | 4  | 28 | 98-176  | 20 |

### Склад чемпіонів
Золоті медалі отримали: воротар — Євген Бєлошейкін; захисники — Сергій Бабінов,  Олексій Гусаров, Ірек Гімаєв, Володимир Зубков, Олексій Касатонов, Ігор Стельнов, Сергій Стариков, В'ячеслав Фетісов, Володимир Константинов; нападники — В'ячеслав Биков, Михайло Васильєв, Володимир Крутов, Ігор Ларіонов, Олександр Герасимов, Микола Дроздецький, Олександр Зибін, Сергій Макаров, Валерій Каменський, Андрій Хомутов. Тренер — Віктор Тихонов.
Протягом сезону за ЦСКА також грали: Олександр Тижних, Ігор Вязмикін, Павло Костічкін, Олександр Веселов, Рашит Гімаєв, Олександр Черних, Дмитро Миронов, Сергій Моїсеєв, Сергій Селянин, Олексій Грищенко.

### Найкращі бомбардири
| Гравець             | Команда            | Г  | П  | О  |
| ------------------- | ------------------ | -- | -- | -- |
| Сергій Макаров      | ЦСКА               | 30 | 32 | 62 |
| Ігор Ларіонов       | ЦСКА               | 21 | 31 | 52 |
| Володимир Крутов    | ЦСКА               | 31 | 17 | 48 |
| Сергій Капустін     | «Спартак» Москва   | 23 | 13 | 36 |
| В'ячеслав Лавров    | СКА Ленінград      | 23 | 13 | 36 |
| Анатолій Семенов    | «Динамо» Москва    | 18 | 17 | 35 |
| Сергій Свєтлов      | «Динамо» Москва    | 15 | 20 | 35 |
| В'ячеслав Фетісов   | ЦСКА               | 15 | 19 | 34 |
| Анатолій Степанищев | Сокіл Київ         | 12 | 22 | 34 |
| Юрій Хмильов        | «Крила Рад» Москва | 24 | 9  | 33 |

### Призи та нагороди

#### Командні
| Нагорода                     | Переможець       |
| ---------------------------- | ---------------- |
| Приз справедливої гри        | ЦСКА             |
| Приз імені Всеволода Боброва | ЦСКА             |
| Приз «Гроза авторитетів»     | «Динамо» (Рига)  |
| Кубок прогресу               | «Спартак» Москва |

#### Індивідуальні
| Нагорода                 | Переможець                                                       |
| ------------------------ | ---------------------------------------------------------------- |
| Найкращий хокеїст сезону | В'ячеслав Фетісов (ЦСКА)                                         |
| Влучний захисник         | В'ячеслав Фетісов (ЦСКА)                                         |
| Хет-трик                 | Сергій Агейкін («Спартак» Москва) та Сергій Давидов (Сокіл Київ) |
| Три бомбардири           | Сергій Макаров (ЦСКА) — Ігор Ларіонов — Володимир Крутов (ЦСКА)  |

## Лауреати Федерації
До символічної збірної сезону, затвердженої президією Федерації хокею СРСР увійшли:
| Воротар: Євген Бєлошейкін. Захисники: В'ячеслав Фетісов, Олексій Касатонов. Нападники: Сергій Макаров, Ігор Ларіонов, Володимир Крутов. |

Президія Федерації хокею СРСР також визначила список 34 кращих хокеїстів сезону (3+10+21):
| Воротарі: Євген Бєлошейкін (ЦСКА), Сергій Мильников («Трактор»), Юрій Шундров («Сокіл»). Захисники: В'ячеслав Фетісов, Олексій Касатонов, Сергій Стариков, Ігор Стельнов, Олексій Гусаров (усі — ЦСКА), Зінетула Білялетдінов, Василь Первухін (обидва — «Динамо» М), Михайло Татаринов («Сокіл»), Володимир Тюриков, Олександр Фаткуллін (обидва — «Спартак»). Нападники: Сергій Макаров, Ігор Ларіонов, Володимир Крутов, Андрій Хомутов, В'ячеслав Биков, Валерій Каменський, Олександр Герасимов, Володимир Константинов (усі — ЦСКА), Анатолій Семенов, Сергій Свєтлов, Сергій Яшин (усі — «Динамо» М), Сергій Харін, Юрій Хмильов (обидва — «Крила Рад»), Михайло Варнаков («Торпедо» Г), В'ячеслав Лавров (СКА), Сергій Капустін, Віктор Тюменєв, Сергій Шепелєв, Сергій Агейкін (усі — «Спартак»), Сергій Земченко, Анатолій Степанищев (обидва — «Сокіл»). |

## Сто бомбардирів
У списку кращих бомбардирів радянського хокею протягом сезону сталися істотні зміни.
1. Борис Михайлов — 428
2. В'ячеслав Старшинов — 404
3. Олексій Гуришев — 379
4. Володимир Петров — 370
5. Веніамін Александров — 345
6. Анатолій Фірсов — 339
7. Олександр Якушев — 339
8. Хельмут Балдеріс — 333
9. Олександр Мальцев — 329
10. Валерій Харламов — 293
11. Віктор Шалімов — 293
12. Володимир Вікулов — 282
13. Сергій Капустін — 276
14. Віктор Циплаков — 260
15. Сергій Макаров — 257
16. Володимир Гребенников[ru] — 252
17. Борис Майоров[ru] — 252
18. Всеволод Бобров — 243
19. Володимир Юрзінов — 241
20. Петро Природін[ru] — 235
21. Євген Грошев — 234
22. Валентин Козін[ru] — 230
23. Олександр Голиков — 225
24. Володимир Крутов — 223
25. Віктор Шувалов — 220
26. Валерій Бєлоусов — 218
27. Костянтин Локтєв — 213
28. Володимир Шадрін — 213
29. Микола Дроздецький — 213
30. Олександр Альметов — 211
31. Олександр Мартинюк[en] — 211
32. Олександр Скворцов — 210
33. Олександр Бодунов[ru] — 206
34. Михайло Бичков — 203
35. Олександр Уваров — 198
36. Володимир Васильєв[ru] — 198
37. Віктор Жлуктов — 198
38. Юрій Парамошкін[ru] — 195
39. Беляй Бекяшев[ru] — 194
40. Юрій Мойсеєв — 193
41. Олександр Кожевников — 191
42. Анатолій Мотовилов — 187
43. Олексій Мішин[ru] — 185[1]
44. Євген Зимін — 184
45. Володимир Кисельов[ru] — 184
46. Валерій Фоменков[ru] — 183[2]
47. Юрій Лебедєв[ru] — 181
48. Євген Мишаков[ru] — 181
49. Валентин Панюхін[ru] — 179[3]
50. Віктор Доброхотов — 179[4]
51. Сергій Котов[ru] — 177
52. Віктор Шевелєв — 177[5]
53. В'ячеслав Анісін — 176
54. Михайло Варнаков[ru] — 175
55. Петро Андрєєв — 174
56. Олександр Федотов[ru] — 172
57. Володимир Голиков — 172
58. Віктор Крутов — 172[6]
59. Станіслав Петухов[ru] — 171
60. Віталій Стаїн[ru] — 171[7]
61. Юрій Морозов[ru] — 170
62. Юрій Репс — 170
63. Сергій Шепелєв[en] — 167
64. Ігор Чистовський[ru] — 166
65. Віктор Пряжников[ru] — 162
66. Євген Шигонцев[ru] — 162[8]
67. Валентин Чистов — 162
68. Віктор Якушев — 161
69. Володимир Лаврентьєв[ru] — 159
70. Валентин Гурєєв[ru] — 157[9]
71. Володимир Ковін — 157
72. Олександр Волчков[ru] — 155
73. Віктор Полупанов[ru] — 154
74. Володимир Расько[ru] — 154[10]
75. Юрій Волков[ru] — 152
76. Аркадій Рудаков[ru] — 151[11]
77. Валентин Кузін — 150
78. Олексій Фроліков — 150
79. Микола Хлистов — 149
80. Микола Шорін — 148[12]
81. Володимир Погребняк — 147[13]
82. Анатолій Картаєв[ru] — 147[14]
83. Сергій Солодухін[ru] — 146
84. Володимир Брунов[ru] — 145
85. Юрій Борисов[ru] — 145
86. Леонід Волков — 145
87. Віктор Жучок[ru] — 144[15]
88. Франц Лапін — 144[16]
89. Ігор Ларіонов — 144
90. Віктор Кунгурцев — 143[17]
91. Євген Бабич — 140
92. Володимир Дев'ятов[ru] — 140[18]
93. Микола Снєтков[ru] — 140
94. Анатолій Іонов — 139
95. Сергій Мітін[ru] — 139[19]
96. Юрій Крилов — 136
97. Володимир Новожилов[ru] — 135
98. Юрій Баулін[en] — 135
99. Валерій Нікітін[ru] — 135
100. Ігор Самочорнов[ru] — 135
101. Юрій Савцилло — 135[20]

Залишились за списком:
1. Олег Короленко[ru]
2. В'ячеслав Солодухін[ru]
3. Юрій Глазов[21]
4. Дмитро Копченов[22]
5. Микола Бец[23]

## «Сокіл»
Статистика гравців українського клубу в чемпіонаті:
| Воротарі: Юрій Шундров — 33 (100п), Олександр Васильєв — 22 (36п), Павло Михоник — 3 (3п) Захисники: Олександр Менченков — 40 (6+10), Анатолій Доніка — 38 (9+5), Михайло Татаринов — 37 (7+5), Сергій Горбушин — 39 (5+7), Валерій Ширяєв — 36 (1+4), Олег Васюнін — 26 (1+3), Валерій Сидоров — 35 (1+2), Микола Ладигін — 10 (1+0), Володимир Кирик — 2 (0+0). Нападники: Анатолій Степанищев — 39 (12+22), Петро Малков — 39 (15+14), Сергій Давидов — 39 (19+9), Раміль Юлдашев — 40 (16+9), Володимир Голубович — 40 (9+15), Микола Наріманов — 38 (15+8), Євген Шастін — 37 (15+8), Сергій Земченко — 34 (13+8), Олександр Куликов — 35 (5+10), Ігор Бубенщиков — 20 (5+8), Євген Рощин — 33 (9+2), Андрій Овчинников — 32 (4+2), Володимир Єловиков — 28 (3+3), Олексій Кузнецов — 13 (1+0, 2), Олег Синьков — 16 (0+0), Дмитро Христич — 4 (0+0). Старший тренер — Анатолій Богданов; тренери — Броніслав Самович, Олександр Фадєєв. |

## Перехідний турнір
| М | Команда                       | І  | В  | Н | П  | Ш       | О  |
| - | ----------------------------- | -- | -- | - | -- | ------- | -- |
| 1 | «Автомобіліст» (Свердловськ)  | 28 | 19 | 3 | 6  | 143-80  | 41 |
| 2 | «Салават Юлаєв» Уфа           | 28 | 18 | 2 | 8  | 106-86  | 38 |
| 3 | «Торпедо» Тольятті            | 28 | 16 | 2 | 10 | 124-102 | 34 |
| 4 | СК ім. Урицького (Казань)     | 28 | 13 | 3 | 12 | 81-85   | 29 |
| 5 | «Динамо» Харків               | 28 | 11 | 3 | 14 | 113-120 | 25 |
| 6 | «Іжсталь» (Устинов)           | 28 | 10 | 1 | 17 | 89-104  | 21 |
| 7 | «Кристал» (Саратов)           | 28 | 8  | 2 | 18 | 81-128  | 18 |
| 8 | «Торпедо» (Усть-Каменогорськ) | 28 | 9  | 0 | 19 | 112-144 | 18 |

Статистика гравців харківського «Динамо»:
| Воротарі: Геннадій Ушаков - 61 (189, 12), Ігор Магідов - 35 (41, 0); Захисники: Олександр Печенєв - 64 (17+13, 64), Володимир Любкін - 46 (11+16, 56), Анатолій Хоменко - 59 (12+12, 56), Андрій Мажугін - 63 (9+10, 38), Сергій Алексєєв - 58 (5+12, 44), Едуард Цируль - 62 (6+5, 49), Олексій Амелін - 31 (6+2, 16), Віктор Дровянников - 41 (1+2, 37), Ігор Комісаров - 12 (1+1, 2), Дмитро Фролов - 17 (0+0, 12), Борис Михальченко - 5 (0+0, 2), Юрій Тюленєв - 3 (0+0, 0); Нападники: Ігор Фуніков - 64 (28+16, 32), Ігор Коржилов - 61 (20+23, 43), Віталий Поляков - 60 (21+10, 10), Альфред Юнусов - 61 (19+10, 15), Владислав Єршов - 57 (14+15, 40), Андрій Морозов - 61 (19+8, 28), Ігор Морозов - 45 (9+14, 22), Анатолій Варивончик - 62 (17+4, 26), Вадим Благодатських - 53 (11+7, 20), Андрій Віттенберг - 53 (9+7, 18), Сергій Никаноров - 17 (3+5, 2), Дмитро Філіппов - 29 (4+3, 26), Геннадій Кожокін - 29 (4+1, 4), Олег Марінін - 21 (3+0, 0), Олексій Ткачук - 21 (3+0, 0), Геннадій Самойленко - 4 (0+0, 0), Олексій Трасеух - 4 (0+0, 0) |

## Перша ліга

### Перший етап
Західна зона
| М  | Команда                   | І  | В  | Н | П  | Ш       | О  |
| -- | ------------------------- | -- | -- | - | -- | ------- | -- |
| 1  | «Динамо» Харків           | 36 | 26 | 1 | 9  | 172-110 | 53 |
| 2  | СК ім. Урицького (Казань) | 36 | 23 | 5 | 8  | 130-94  | 51 |
| 3  | «Кристал» (Саратов)       | 36 | 19 | 6 | 11 | 141-91  | 44 |
| 4  | «Торпедо» (Ярославль)     | 36 | 17 | 7 | 12 | 138-105 | 41 |
| 5  | «Іжорець» (Ленінград)     | 36 | 15 | 7 | 14 | 110-132 | 37 |
| 6  | «Динамо» (Мінськ)         | 36 | 15 | 4 | 17 | 140-122 | 34 |
| 7  | СКА МВО (Калінін)         | 36 | 15 | 3 | 18 | 137-133 | 33 |
| 8  | «Кристал» (Електросталь)  | 36 | 12 | 5 | 19 | 104-152 | 29 |
| 9  | «Металург» (Череповець)   | 36 | 8  | 4 | 24 | 113-185 | 20 |
| 10 | «Зірка» Оленегорськ       | 36 | 6  | 6 | 24 | 98-159  | 18 |

Східна зона
| М  | Команда                      | І  | В  | Н | П  | Ш       | О  |
| -- | ---------------------------- | -- | -- | - | -- | ------- | -- |
| 1  | «Торпедо» Тольятті           | 36 | 26 | 3 | 7  | 179-112 | 55 |
| 2  | «Автомобіліст» (Свердловськ) | 36 | 25 | 1 | 10 | 190-116 | 51 |
| 3  | «Торпедо» Усть-Каменогорськ  | 36 | 24 | 1 | 11 | 197-116 | 49 |
| 4  | «Сибір» Новосибірськ         | 36 | 19 | 6 | 11 | 152-121 | 44 |
| 5  | «Дизеліст» (Пенза)           | 36 | 15 | 3 | 18 | 124-146 | 33 |
| 6  | «Бінокор» Ташкент            | 36 | 14 | 2 | 20 | 117-148 | 30 |
| 7  | «Молот» (Перм)               | 36 | 12 | 3 | 21 | 122-174 | 27 |
| 8  | «Металург» Челябінськ        | 36 | 10 | 6 | 20 | 129-152 | 26 |
| 9  | «Автомобіліст» (Караганда)   | 36 | 12 | 1 | 23 | 123-180 | 25 |
| 10 | «Металург» Новокузнецьк      | 36 | 9  | 2 | 25 | 114-182 | 20 |

### Другий етап
Західна зона
| М  | Команда                 | І  | В  | Н  | П  | Ш       | О  |
| -- | ----------------------- | -- | -- | -- | -- | ------- | -- |
| 4  | «Торпедо» (Ярославль)   | 64 | 40 | 8  | 16 | 298-182 | 88 |
| 5  | СКА МВО Калінін         | 64 | 33 | 5  | 26 | 291-243 | 71 |
| 6  | «Динамо» (Мінськ)       | 64 | 31 | 8  | 25 | 270-205 | 70 |
| 7  | «Іжорець» (Ленінград)   | 64 | 27 | 9  | 28 | 226-257 | 63 |
| 8  | «Кристалл» Електросталь | 64 | 26 | 7  | 31 | 218-247 | 59 |
| 9  | «Металург» (Череповець) | 64 | 23 | 7  | 34 | 230-282 | 53 |
| 10 | «Зірка» Оленегорськ     | 64 | 21 | 10 | 33 | 198-244 | 52 |

Східна зона
| М  | Команда                    | І  | В  | Н | П  | Ш       | О  |
| -- | -------------------------- | -- | -- | - | -- | ------- | -- |
| 4  | «Сибір» Новосибірськ       | 64 | 30 | 9 | 25 | 261-241 | 69 |
| 5  | «Металург» Челябінськ      | 64 | 23 | 9 | 32 | 234-265 | 55 |
| 6  | «Молот» (Перм)             | 64 | 24 | 6 | 34 | 236-302 | 54 |
| 7  | «Дизеліст» (Пенза)         | 64 | 24 | 4 | 36 | 219-266 | 52 |
| 8  | «Бінокор» Ташкент          | 64 | 22 | 6 | 36 | 204-262 | 50 |
| 9  | «Автомобіліст» (Караганда) | 64 | 21 | 2 | 41 | 224-332 | 44 |
| 10 | «Металург» Новокузнецьк    | 64 | 12 | 5 | 47 | 182-326 | 29 |

## Друга ліга
- Західна зона: 1. ШВСМ (Київ), 2. Кренгольм (Нарва), 3. «Буран» (Воронеж)
- Центральна зона: 1. СКА (Свердловськ), 2. Металург (Магнітогорськ), 3. «Луч» Свердловськ
- Східна зона: 1. СКА (Новосибірськ), 2. «Шахтар» (Прокоп'євськ), 3. Мотор (Барнаул)

Фінальний раунд
| М | Команда            | І | В | Н | П | Ш     | О |
| - | ------------------ | - | - | - | - | ----- | - |
| 1 | СКА (Свердловськ)  | 4 | 2 | 2 | 0 | 21-14 | 6 |
| 2 | ШВСМ (Київ)        | 4 | 1 | 1 | 2 | 17-15 | 3 |
| 3 | СКА (Новосибірськ) | 4 | 1 | 1 | 2 | 16-25 | 3 |

Хокеїсти київського клубу ШВСМ стали переможцями першості в західній зоні і дістали підвищення в класі. За команду виступали:
| Воротарі: Євген Бруль, Павло Михоник. Захисники: Микола Ладигін, Вадим Бут, Олег Посметьєв, Володимир Кирик, Андрій Андрєєв, В'ячеслав Павленко, Олександр Годинюк, Василь Василенко. Нападники: Вадим Сибірко, Борис Пушкарьов, Олег Нікулін, Ігор Сливинський, Олексій Кузнецов, Дмитро Христич, Олег Мудров, Євген Аліпов, Валерій Ботвинко, Геннадій Котенок, Анатолій Зоров, Андрій Овчинников, Олег Синьков. Старший тренер — Володимир Андрєєв; тренер — Петро Андрєєв. |